# Champollion (Schiff)
Die Champollion war ein 1925 in Dienst gestelltes Passagierschiff der französischen Reederei Messageries Maritimes, das für den Transport von Passagieren und Fracht von Frankreich in den Nahen Osten eingesetzt wurde. Während des Zweiten Weltkriegs diente sie als Truppentransporter. Am 22. Dezember 1952 lief die Champollion aufgrund eines Navigationsfehlers bei schwerer See vor Beirut auf Grund und brach auseinander. 15 Menschen kamen ums Leben.

## Das Schiff
Das 12.213 BRT (7.140 NRT) große Dampfschiff Champollion entstand auf der Werft Société Provençale de Constructions Navales in La Ciotat. Das Schiff war 156,70 Meter lang, 19,20 Meter breit und hatte drei Schornsteine, zwei Masten und zwei Propeller. Die Champollion war mit zwei Dreifachexpansions-Dampfmaschinen ausgestattet, die 10.000 PS leisteten und eine Höchstgeschwindigkeit von 16 Knoten ermöglichten. Sie war das identische Schwesterschiff der nach Auguste Mariette benannten Mariette Pacha, die auf derselben Werft gebaut wurde und am 8. Februar 1925 vom Stapel lief.
Die beiden Schiffe wurden für den Expressverkehr nach Ägypten und in den Libanon gebaut, wobei die Häfen Alexandria und Beirut angelaufen wurden. Die Champollion wurde nach dem französischen Ägyptologen Jean-François Champollion benannt. Beim Stapellauf des Schiffs am 16. März 1924 waren ein Urgroßneffe Champollions, Luynes d'Auteroche, sowie der Präsident der Reederei, Georges Philippar, anwesend. Die Innenausstattung beider Schiffe war im Art déco gehalten und enthielt viele Stilelemente des Alten Ägyptens, was nach der Entdeckung des Grabs des Pharao Tutanchamun im Jahr 1922 sehr populär geworden war. Die Räumlichkeiten an Bord waren sehr luxuriös. Es waren Promenadendecks, ein Wintergarten, ein Musikzimmer und ein Kindergarten vorhanden.
Die Passagierunterkünfte der Champollion waren für 188 Reisende in der Ersten, 133 in der Zweiten, 128 in der Dritten und 500 in der Vierten Klasse bemessen. Die Jungfernfahrt der Champollion war eine Kreuzfahrt vom 3. bis 9. August 1925. Am 14. September 1925 lief sie erstmals in Marseille nach Alexandria und Beirut aus. Ab 1933 kamen Haifa und Port Said als Anlaufhäfen hinzu.
1933/34 wurde das Schiff in La Ciotat wegen grundlegender Umbauten vorübergehend aus dem Verkehr gezogen. So wurde der aus Stahl gebaute Schiffsrumpf auf 171,2 Meter verlängert und in der Maierform gestaltet und die bisherigen Maschinen wurden durch zwei Turbinen ersetzt, die die Leistung auf 14.600 PS und die Geschwindigkeit auf 18 Knoten erhöhten. Die Tonnage erhöhte sich durch die Umbauten auf 13.619 BRT und die Tragfähigkeit auf 5043 Tonnen. Am 18. August 1934 nahm das Schiff seinen regulären Dienst wieder auf. Das Schwesterschiff Mariette Pacha erhielt keine Änderungen.
Im Jahr 1938 wurde die Champollion auch für Kreuzfahrten ins Mittelmeer und nach Asien eingesetzt.

## Einsatz im Zweiten Weltkrieg
Nach Ausbruch des Zweiten Weltkrieges 1939 wurde die Champollion für den Kriegseinsatz eingezogen und als Truppentransporter verwendet. In Brest sollte sie ursprünglich für eine Fahrt nach Finnland ausgerüstet werden, was aber am 13. März 1940 abgesagt wurde. Zwischen Juli und September 1941 unternahm sie zwei Fahrten, um Truppen nach Beirut zurückzubringen. Am 1. Dezember 1942 lief sie in Algier nach Casablanca aus, von wo aus es nach Dakar weiterging. Als sich die Mehrheit der Offiziere weigerte, von Dakar abzulegen, unternahm der Kapitän einen Selbstmordversuch. Er konnte aber gerettet werden.
Zurück in Casablanca, wurde die Champollion der British War Shipping Administration unterstellt und dem Management der britischen Reederei P&O übergeben. Am 14. März 1944 wurde sie in Neapel bei einem deutschen Fliegerangriff beschädigt. Genau einen Monat später, am 14. April 1944, wurde sie in Bombay erneut in Mitleidenschaft gezogen, als der britische Frachter Fort Stikine in ihrer unmittelbaren Nähe explodierte. 1945 wurde sie für die Rückführung britischer Truppen eingesetzt. 1946 wurde sie wieder der Messageries Maritimes übergeben, aber noch immer für Truppenfahrten nach Indochina, Madagaskar und Nordafrika genutzt.

## Untergang

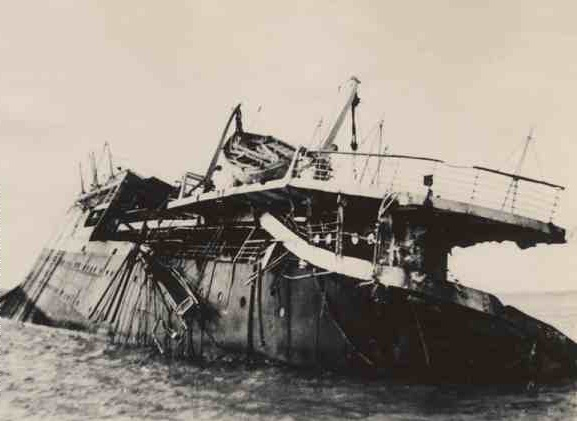
Das zerbrochene Wrack der Champollion

Zwischen September 1950 und März 1951 wurde die Champollion generalüberholt, um nach jahrelangem Kriegseinsatz wieder als Passagierschiff auf der gewohnten Route Marseille–Alexandria–Beirut eingesetzt werden zu können. Die bisherigen drei Schornsteine wurden entfernt und durch einen einzigen ersetzt und die Passagierunterkünfte wurden so umgebaut, dass nun 207 Personen in der Ersten Klasse, 114 in der Touristenklasse und 150 in der Dritten Klasse aufgenommen werden konnte. Am 16. März 1951 lief sie zu ihrer ersten Nachkriegsfahrt nach Beirut aus.
Am Montag, dem 1. Dezember 1952 um 12.30 Uhr lief die Champollion mit 120 Besatzungsmitgliedern und 111 Passagieren an Bord unter dem Kommando von Kapitän Henri Bourde in Marseille zu ihrer nächsten Fahrt nach Beirut aus. Drei Wochen später, am 22. Dezember 1952, erreichte das Schiff bei stürmischer See libanesische Gewässer. Der Kapitän schlief zu dem Zeitpunkt.
Da der Leuchtturm von Al Manara außer Betrieb war, steuerte die Champollion auf ein anderes Licht zu, das sich als Leuchtfeuer des Flughafens erwies, 15 Kilometer südlich des Hafens von Beirut. Als die Besatzung den Fehler bemerkte, war es bereits zu spät. Das Schiff lief vor der Küste des Vororts Khalde auf Grund, nur etwa 600 Meter vom Strand entfernt. Das gestrandete Schiff brach bei Windstärke 8 bis 9 und bei einer Schlagseite von 20 bis 30 Grad nach Steuerbord auseinander. 15 Menschen ertranken bei dem Versuch, an Land zu schwimmen. Mehrere Schiffe und auch die libanesische Armee beteiligten sich an den Rettungsversuchen. Das Wrack wurde an das libanesische Unternehmen National Engineering and Trading Company verkauft und verschrottet.